# Lycaon (animal)
Pour les articles homonymes, voir Lycaon.
Genre
Espèce
Répartition géographique
Statut de conservation UICN

 EN C2a(i) : En danger
Le lycaon (Lycaon pictus),, est un mammifère carnivore de la famille des canidés. De nos jours, il vit exclusivement en Afrique subsaharienne australe et centrale, dans les steppes et les savanes, à l'exception du lycaon de la sous-espèce du lycaon pictus sharicus, aussi dit lycaon saharien, qui vit dans certaines régions du Sahara. 
Il est aussi appelé chien sauvage d'Afrique,, chien-hyène, cynhyène,,, loup peint,,, chien chasseur.

## Description
Le Lycaon est le seul canidé qui ne possède que quatre doigts à chaque patte (les autres en possèdent cinq). Par ailleurs, le lycaon ne possède que 40 dents (la plupart des canidés en possèdent 42). Son crâne, qui rappelle celui de la hyène, est pourvu d'une large mâchoire pour satisfaire son besoin alimentaire particulièrement carnassier. Son poids se situe entre 20 et 30 kg et sa taille, entre 70 et 80 cm au garrot. La longueur de ce mammifère est entre 60 cm et 1 m sans la queue qui mesure entre 30 et 40 cm.
Les mâles sont plus grands que les femelles.

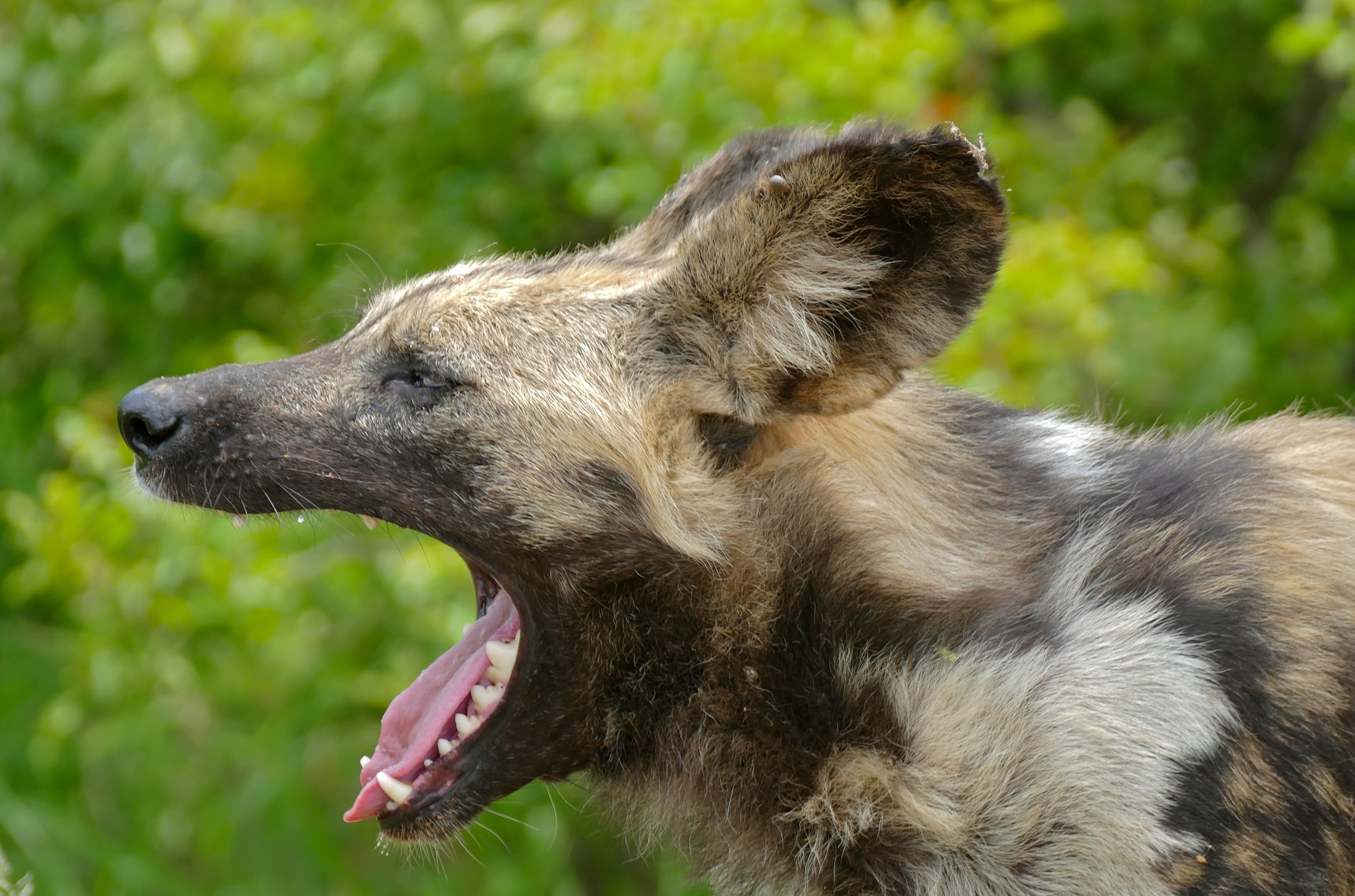
Détail de la tête.

Ce canidé possède de grandes oreilles rondes munies de poils qui empêchent les parasites et insectes d'y entrer.
Sa denture est parfaitement adaptée à son régime carné. Le lycaon est l'une des trois espèces de canidés, avec le dhole et le chien des buissons, à porter sur ses carnassières inférieures une lame tranchante destinée à couper la viande.
Les lycaons possèdent des glandes odorantes qui répandent dans l’air des effluves persistants et assez désagréables, probablement pour garder le contact et s’identifier.
Bien que le lycaon soit un canidé, il ne jappe pas comme le chien et ne hurle pas comme le loup. Il pousse de petits cris et des gémissements discrets qui ressemblent à ceux des terriers du Congo.
Son autre originalité se trouve dans l'asymétrie des dessins de son pelage. Celui-ci est constitué de brun, noir, jaune et blanc. Il semblerait que les individus se reconnaissent grâce à leur robe qui est différente pour chacun.
Son espérance de vie est de 12 ans en moyenne.

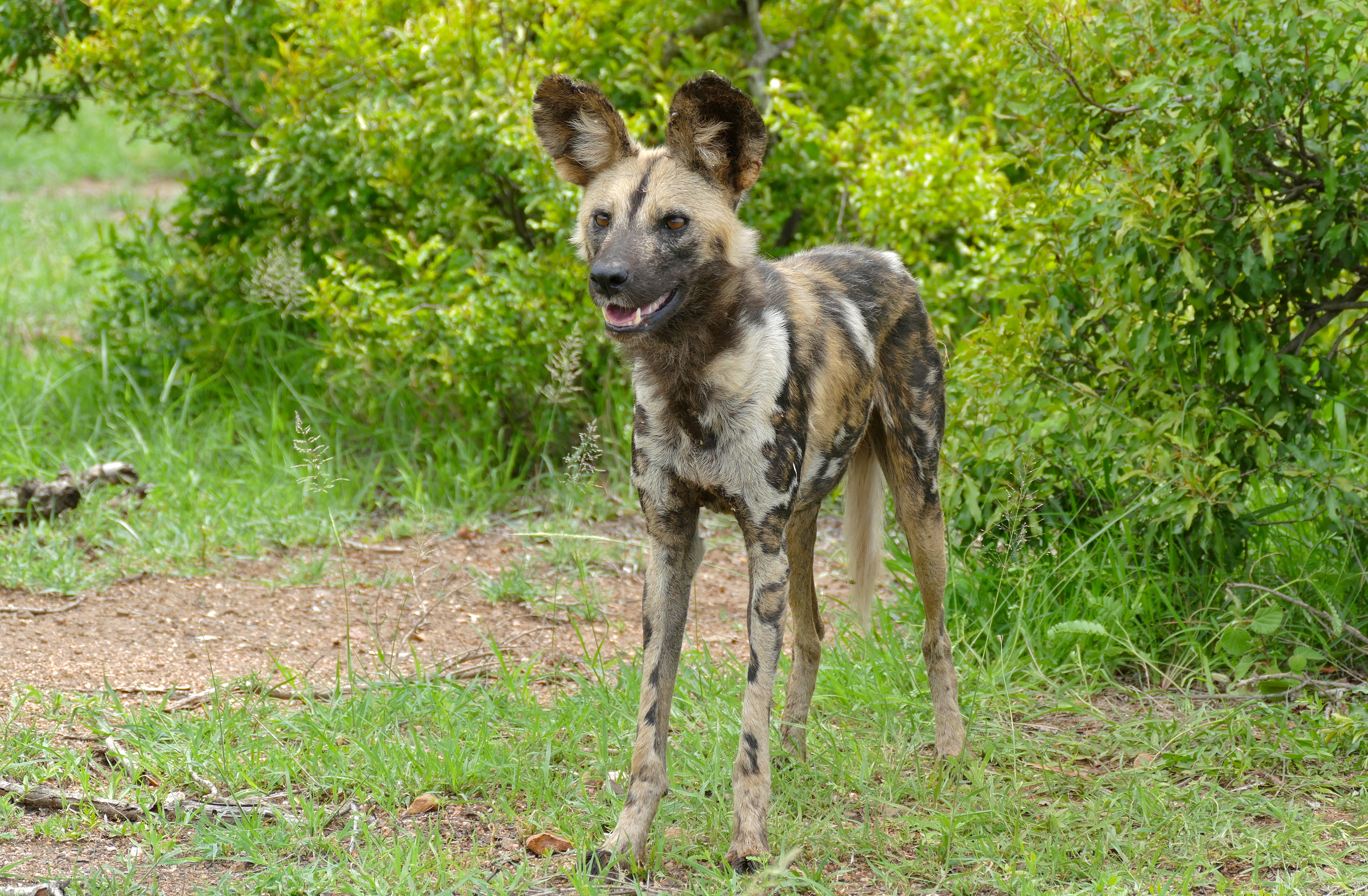
Femelle.
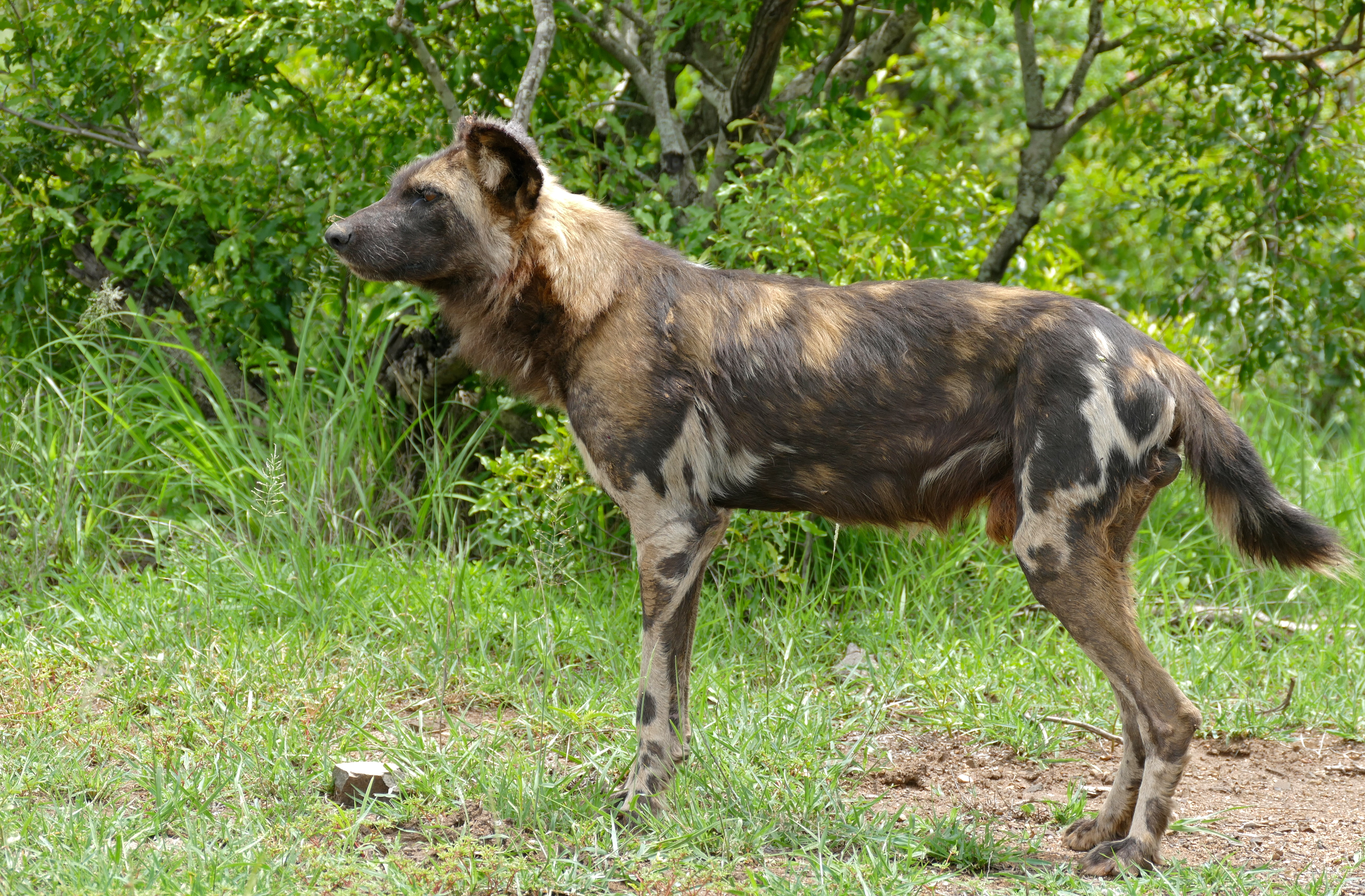
Mâle.

## Mode de vie et reproduction
Le Lycaon est un animal très sociable. Il vit en meute constituée de cinq à vingt individus, il a parfois même été constaté des meutes pouvant atteindre jusqu'à 45 lycaons… Et c'est un couple, le couple alpha, qui domine.
Son territoire est immense car c'est un nomade (généralement entre 500 et 1 500 km2, jusqu'à 2 500 km2). Il ne reste pas plus de deux ou trois mois dans la même zone. C'est lors de la reproduction qu'il se fixe. Il vit alors dans un terrier pouvant contenir toute la meute.
C'est le couple alpha qui se reproduit. Il arrive très rarement que d'autres femelles mettent bas. C'est alors le couple dominant qui décide de tuer ou non les petits qui ne sont pas d'eux. L'éducation et les soins sont apportés par l'entièreté du groupe. Le petit est d'abord allaité jusqu'à un mois puis nourri jusqu'à l'âge d'un an par régurgitation.
La gestation a une durée moyenne de 72 à 80 jours et la portée est de six à douze petits. La femelle alpha qui a mis bas est nourrie par chaque individu, à tour de rôle. Une femelle lycaon peut mettre bas une fois par an. C'est seulement lorsque les petits ont deux ou trois mois que la meute repart pour un nouveau territoire.
Le comportement social des lycaons présente les particularités suivantes :
- il existe une hiérarchie distincte entre mâles et femelles ;
- les lycaons handicapés ou vieux ne sont nullement écartés de la meute, mais sont nourris par régurgitation, faute de pouvoir chasser avec les autres ;
- lorsqu'un conflit survient pour un problème de nourriture, les lycaons adoptent des postures d'apaisement qui leur permettent d'éviter le combat ;
- même s'il existe une hiérarchie, chaque individu peut se charger de n'importe quelle fonction, à l'exception de l'allaitement.

## L'activité humaine
Les lycaons sont classés comme en danger sur la liste rouge de l'UICN, car ayant une population de seulement 1 400 individus adultes. 
Une étude de la Société zoologique de Londres (ZSL) indique que les températures ambiantes sont la principale cause de mortalité des lycaons. Le ZSL a découvert que par temps chaud, ces animaux modifient leur habitat et les moments où ils chassent. Cette étude indique qu'à cause du réchauffement climatique, les lycaons sont de plus en plus en contact avec l'humain, ce qui les expose aux maladies des chiens domestiques. Le contact avec les humains est la cause de 44 % des décès de lycaons entre les années 2002-2017 dans les lieux d'études. Les maladies menacent la taille de la meute, qui est très importante pour la survie de ces animaux. Le Dr Daniella Rabaiotti de l'Institut de zoologie de la ZSL rapporte que des températures plus élevées provoquent une famine parmi les lycaons, car il leur est impossible de chasser dans ces conditions. Elle a aussi indiqué que les actions humaines et la mortalité élevée des lycaons étaient liées, ce qui rend possible l'extinction des lycaons.

## Chasse
La chasse est une partie essentielle de la vie du lycaon. Il chasse souvent en meute, très bien organisée, qui s'approche en silence et très lentement de la proie, bien qu'il ait du mal à se camoufler à cause de son pelage qui le lui permet peu. Il arrive cependant de le voir chasser seul puis, par la suite, une fois rassasié, d'appeler ses congénères. C'est le mâle dominant qui donne le signal d'assaut, la chasse démarre quand la proie est en vue (étonnamment les lycaons ne se servent que peu des autres sens pour lancer l'assaut). Les lycaons se lancent alors dans une course poursuite. Les lycaons sont très endurants à la course, ils peuvent tenir une vitesse de 25 km/h pendant près de 6 à 8 km et atteindre, sur 1 ou 2 kilomètres, la vitesse maximum de 50 km/h,. Leur musculature est adaptée aux courses longues et non au sprint. Ils sont moins rapides que les lions, les hyènes tachetées, les lévriers et les guépards car ils n'ont pas suffisamment de puissance pour pouvoir courir très rapidement.
À la suite d'une longue course-poursuite, il arrive que leur proie meure d'une crise cardiaque, d'épuisement ou de stress. Les lycaons la consomment alors. Il leur arrive de dévorer leurs proies encore vivantes, en déchirant en premier lieu la peau du ventre afin de consommer leurs viscères encore frais.
La priorité est donnée aux plus jeunes qui ne sont pas en âge de manger de la nourriture solide. De plus, la nourriture est partagée avec toute la meute, même avec ceux qui n'ont pas participé à la chasse. Pour nourrir les membres du groupe restés à la tanière pour garder les jeunes ou les animaux blessés, les chiens sauvages qui ont participé avec succès à la chasse collective, vont leur régurgiter de la viande prédigérée.
La grosseur de la proie varie généralement de 20 à 90 kg. Parmi ses proies favorites, on retrouve le zèbre, le gnou, le phacochère, les antilopes : le cobe lechwe, le cobe à croissant, l'impala, la gazelle de Thomson, le koudou, le bubale, le topi, l'éland (ou éland du Cap), l'oryx, les antilopes naines : le dik-dik, le steenbok, l'ourébi et des lapins. Il arrive parfois que la proie pèse près de 300 kg. La consommation quotidienne, proportionnelle à son poids, est d'environ 150 g.
Des lions, des crocodiles, des hyènes, voire des léopards (si le groupe de lycaons est petit) volent parfois les proies tuées par les lycaons.
En meute plus nombreuse — une dizaine d'individus suffit —, il arrive parfois que les lycaons aient le dessus sur un lion. Pour ce faire, un groupe de lycaons attire le regard et l'attention du lion en esquivant ses charges, pendant que deux autres groupes attaquent le fauve aux flancs, de part et d'autre, en lui déchirant les entrailles. Ainsi attaqué, un lion ne peut se défendre de cet encerclement stratégique et doit absolument rugir très fort, en espérant l'aide de plusieurs de ses semblables. Si les deux espèces vivent sur le même territoire de chasse, alors il n'est pas rare que les lions attaquent et tuent les lycaons, éliminant ainsi la concurrence[réf. nécessaire].

## Liste des sous-espèces
Selon Catalogue of Life (6 août 2020) et selon le guide Delachaux :
- sous-espèce Lycaon pictus lupinus Thomas, 1902
- sous-espèce Lycaon pictus manguensis Matschie, 1915
- sous-espèce Lycaon pictus pictus (Temminck, 1820)
- sous-espèce Lycaon pictus sharicus Thomas & Wroughton, 1907 - Algérie, Mali, Mauritanie et Sahara occidental[réf. nécessaire].
- sous-espèce Lycaon pictus somalicus Thomas, 1904

## Menace d’extinction
Considéré comme un animal cruel, impitoyable et nuisible, il a été, jusqu'à une période récente, exterminé. Empoisonné par les fermiers, abattu par les éleveurs, il a même été massacré par les rangers qui pensaient que sa prolifération mettrait en péril l'équilibre des parcs.
Le Lycaon est une espèce en voie de disparition, on en comptait de 300 000 à 500 000 au début du XXe siècle en Afrique subsaharienne alors qu'il en reste environ 6600 dont 1400 adultes aujourd'hui, concentrés dans de petites étendues isolées les unes des autres. La taille des meutes a elle aussi diminué et est passée d'une centaine d'individus à moins d'une trentaine.
Les causes de cette diminution sont nombreuses :
- accusé de répandre des maladies et de tuer pour le plaisir, il a été traqué ;
- le réseau routier qui s'étend toujours plus, rend les déplacements du lycaon dangereux. Il est souvent percuté par les véhicules ;
- l'augmentation des prairies diminue son espace vital ;
- le lycaon est très sensible aux maladies infectieuses.

D'autre part, les clôtures à l'entour des enclos d'élevage de bétails et les champs cultivés, fragmentent leur territoire et scindent les meutes posant ainsi à terme, un grave problème de consanguinité.

### Cas de la Tanzanie
En Tanzanie, les lycaons ont été contaminés par le virus de Carré, et seule une vingtaine d'individus a subsisté. Les animaux affectés présentent des diarrhées, des convulsions, des vomissements, des atteintes oculaires, des troubles respiratoires et de la paralysie. Ce virus provient des chiens domestiques des Masaï. Il s'est propagé par le biais des chacals et des hyènes. Les lions ont aussi été affectés mais l'espèce n'a pas été mise en danger.

## Répartition géographique
- Afrique du Sud :

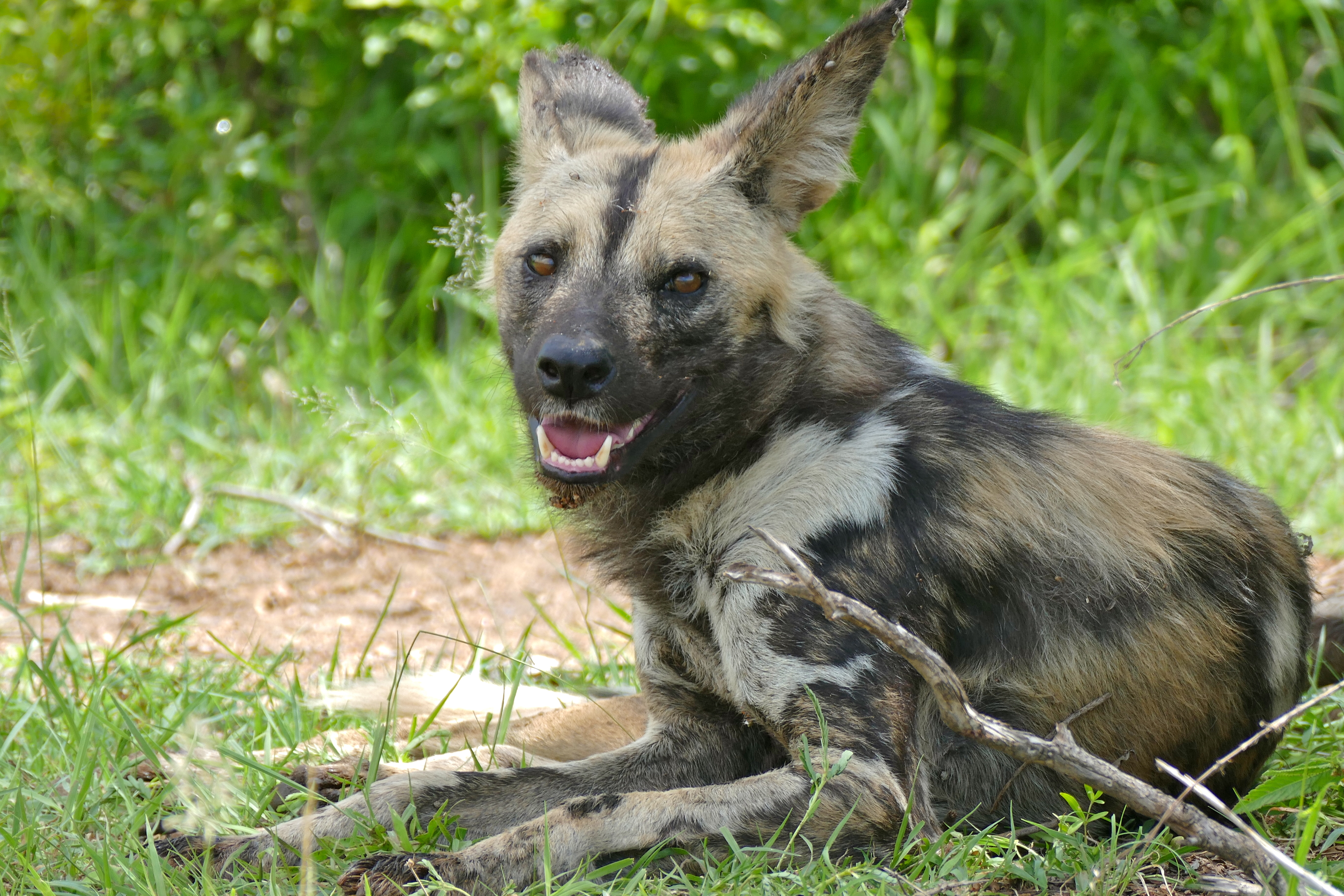
Femelle dans le Parc national Kruger, Afrique du Sud.

  - Parc du Zoulouland, Tembe, Mghuze, Hluhluwe-Imfolozi ;
  - Parc national Kruger, Mpumalanga et Limpopo ;
  - Parc national Pilanesberg, Nord-Ouest ;
  - Rhino and Lion Nature Reserve, Gauteng ;
  - Timbavati vers la partie Sabi Sand.
- Botswana :
  - Delta de l'Okavango.
- Kenya :
  - Réserve nationale de Samburu et de Wemba ;
  - Réserve nationale du Masai Mara.
- Namibie :
  - Bande de Caprivi.
- Sénégal :
  - Parc national du Niokolo-Koba.
- Tanzanie :
  - Parc national du Serengeti ;
  - Réserve de gibier de Sélous.
- Tchad :
  - Parc national de Zakouma.
- Zimbabwe
  - Parc national Hwange ;
  - Parc national de Mana Pools.

## Présence en parcs zoologiques
- Lycaon, Zoo de Pont-Scorff, MorbihanÉcosse :
  - Zoo d'Édimbourg.
- France

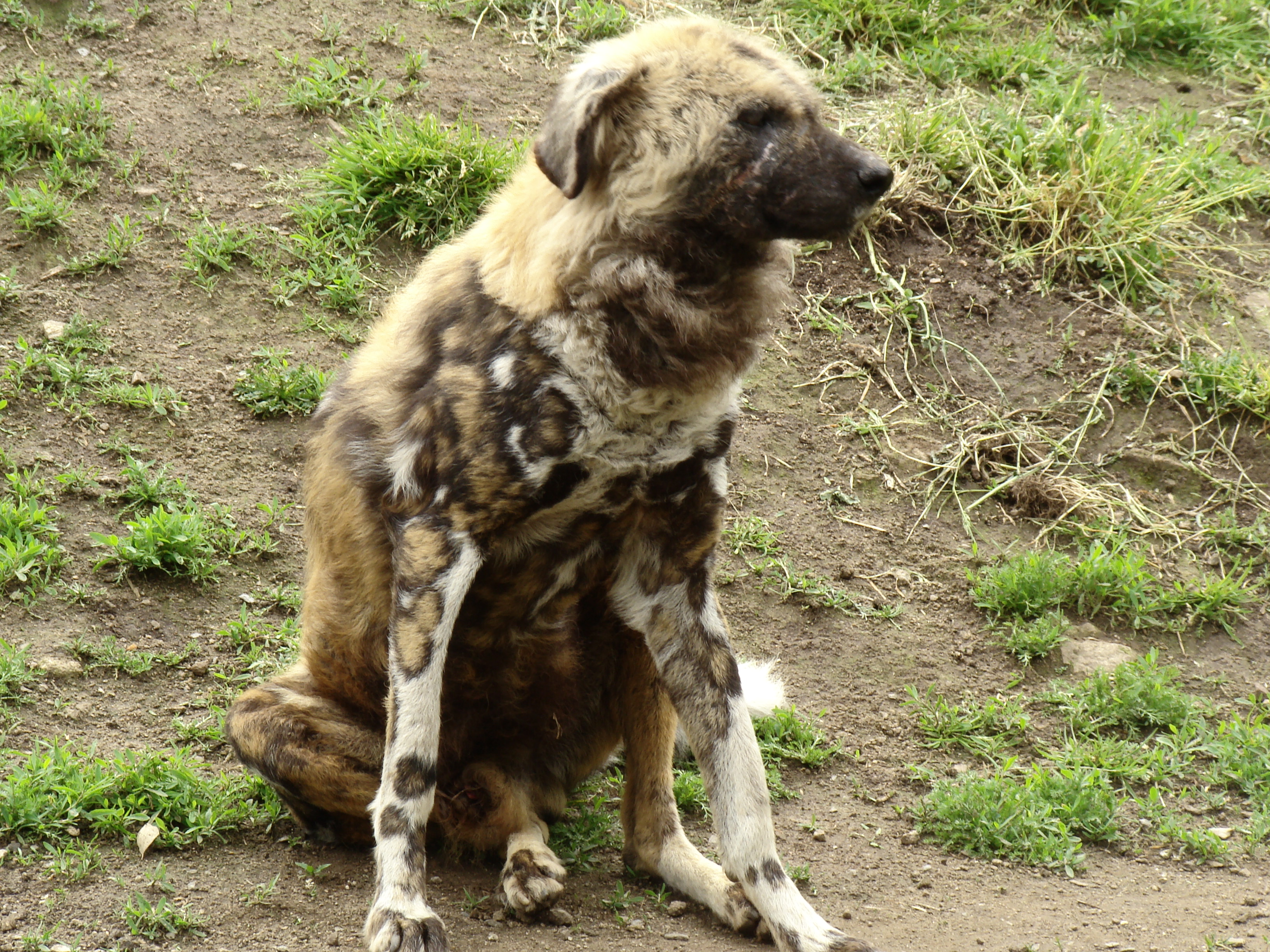
Lycaon, Zoo de Pont-Scorff, Morbihan

  - Allier - Parc zoologique du Pal, Dompierre-sur-Besbre ;
  - Ardèche - Safari de Peaugres, Peaugres ;
  - Aude - Réserve Africaine de Sigean, près de Narbonne ;
  - Calvados - Zoo de Cerza, Hermival-les-Vaux ;
  - Charente-Maritime - Zoo de la Palmyre, près de Royan ;
  - Hérault - Zoo de Lunaret, Montpellier ;
  - Isère - Zoo des Abrets, Les Abrets ;
  - Loir-et-Cher - ZooParc de Beauval, St Aignan ;
  - Loire-Atlantique - Planète Sauvage, Port-Saint-Père ;
  - Morbihan - Zoo de Pont-Scorff, Pont-Scorff ;
  - Moselle - Zoo d'Amnéville, Amnéville ;
  - Seine et Marne - Parc zoologique du Bois d'Attilly
  - Vendée -Zoo de Mervent
- Israël :
  - Zoo de Ramat Gan, Ramat Gan.
- Italie :
  - Zoo de Rome, Rome.
- Pays-Bas :
  - Natura Artis Magister, Amsterdam ;
  - Zoo de Gaiapark, Kerkrade.
- Suisse :
  - Zoo de Bâle, Bâle.

## Le lycaon dans la culture populaire
Lycaons est une bande dessinée d'Alex Barbier. Il s'agit d'un recueil d'histoires publiées entre mai 1975 et novembre 1978 dans Charlie Hebdo, publié aux éditions du Square en 1979, réédité en 2003 chez FRMK.
L'épisode L'enfant à la horde de la bande dessinée Martin Milan par Christian Godard fait intervenir une meute de lycaons (la « horde » du titre).
Dans le jeu Total War: Attila, si le joueur sélectionne la faction Aksoum, il a la possibilité de recruter deux unités lance-projectile (traqueurs adana et tireurs d'élite adana) qui sont accompagnés de lycaons, faisant office de chiens de guerre.
Dans le jeu Resident Evil 5, on peut rencontrer des lycaons atteints par les plagas, qui donc sont des chiens-zombies.
Dans le jeu de gestion de parc animalier Zoo Tycoon ainsi que sa suite Zoo Tycoon 2, il est possible d'élever des lycaons.
La pochette de l'album Fever du groupe de musique belge Balthazar est la photo d'une meute de lycaons.
Dans la bande dessinée Le sanctuaire du Gondwana - Les aventures de Blake et Mortimer, il est fait état d'« hommes lycaon », bien que représentés avec des oreilles pointues.